# Jean-Luc Gouyon
Pour les articles homonymes, voir Gouyon.
Jean-Luc Gouyon, né le 7 juillet 1957 à Occagnes, est un homme politique français.

## Biographie

### Formation
Jean-Luc Gouyon est infirmier de formation.

### Carrière politique
Lors des élections législatives de mars 1993, il est suppléant d'Hubert Bassot, élu député Union pour la démocratie française de la 3e circonscription de l'Orne.
Devenu à son tour député UDF de la circonscription le 14 décembre 1995 à la suite de la mort d'Hubert Bassot dans un accident de la route, il avait été condamné le 8 novembre 1995 par le tribunal d'Argentan à une suspension de cinq ans de ses droits civiques et civils pour exhibitionnisme et usurpation d'identité. Jean-Luc Gouyon n'ayant pas interjeté appel, ce jugement a pris un caractère définitif.
Siégeant parmi les non-inscrits, il est déchu de plein droit le 6 février 1996 par le Conseil constitutionnel.
Cette déchéance entraîne l'organisation d'une législative partielle qui voit Sylvia Bassot, veuve d'Hubert Bassot, lui succéder.
Lors des élections municipales de 2008, il est candidat sur la liste (divers gauche) de Gérard Charasse à Vichy, qui ne recueille aucun élu.

### Carrière professionnelle
Il a d'abord été responsable administratif en milieu hospitalier à Garches puis à Argentan, avant de travailler au service Animation et culture de la commune d'Argentan.
Dans les années 2000, il est à l'origine de la fédération de l'Allier de l'ADMR, dont il devient président. Il a également été à la tête de la fédération départementale du Syndicat national des maisons de retraite.
En 2008, il est à l'origine de la résidence de services Nice et Bristol, à Vichy.
En 2011, il crée l'établissement des Doyennés à Langon, en Gironde.

### Affaires judiciaires
Déjà condamné pour abus de faiblesse sur ses résidents lorsqu'il était directeur de la maison de retraite vichyssoise Le Lys,, il a comparu le 16 novembre 2023 devant le Tribunal correctionnel de Cusset et a été condamné à 5 ans d'emprisonnement pour abus de faiblesse sur des pensionnaires de la résidence sénior de Vichy dont il a été le directeur,.